# Adrián Mora
Adrián Mora est un footballeur mexicain né le 15 août 1997 à Parral. Il joue au poste de défenseur.

## Biographie

### En club
Il intègre le groupe professionnel du Deportivo Toluca en 2018. Il fait ses débuts le 5 septembre 2018, lors d'un match de coupe contre le Club Tijuana, où il marque à cette occasion son premier but. 
Le 14 septembre 2018, il joue son premier match en championnat et par la même occasion, il inscrit son premier but en championnat. 

### En sélection
Il participe avec l'équipe olympique du Mexique aux Jeux olympiques d'été de 2020 de Tokyo. Lors du tournoi olympique, il joue deux rencontres, notamment la demi-finale remportée aux tirs au but face au Brésil. Le Mexique remporte la médaille de bronze en battant le Japon lors de la « petite finale ».
Le 3 octobre 2019, il figure pour la première fois sur le banc des remplaçants de l'équipe nationale A, mais sans entrer en jeu, lors d'une rencontre amicale face à Trinité-et-Tobago (victoire 2-0).

## Palmarès
Mexique olympique
- Jeux olympiques :
  -  Bronze : 2020.